# Rodolfo Galé
Rodolfo Galé (nombre real: Juan Dionisio Tobares Galletti; Mendoza, 26 de diciembre de 1928 – 25 de octubre de 1972) fue un cantante argentino de tango.
Se destacó por su voz de registro barítono, de timbre grave y potente. Gran parte de su carrera tuvo lugar durante la década de 1950, cuando actuó como cantante en orquestas típicas dirigidas por figuras como Florindo Sassone, José Basso y Carlos Di Sarli. Más tarde formó parte también de las orquestas de Roberto Caló y Francisco Canaro.
A lo largo de su trayectoria interpretó numerosos tangos y valses clásicos, quedando registrado en la llamada «Época de Oro» del tango argentino.

## Biografía
Rodolfo Galé nació el 26 de diciembre de 1928 en la ciudad de Mendoza, Argentina. Quedó huérfano de padre y madre siendo niño y fue criado por sus hermanas mayores. Desde muy joven mostró interés por la música y el canto, especialmente el tango.
A los 15 años ganó en Mendoza un concurso de voces nuevas interpretando el tango Melodía de arrabal, lo que impulsó su vocación artística.
En 1945 se integró a la orquesta típica del bandoneonista Aníbal Appiolaza en Mendoza, y en 1947 se trasladó a Córdoba para cantar en el conjunto dirigido por Torcuato Wermuth. En 1949 llegó a Buenos Aires, donde participó en «números vivos» en cines porteños acompañado de guitarras.

## Trayectoria musical
A comienzos de la década de 1950, Galé se incorporó a la orquesta típica de Florindo Sassone. Debido a la renuncia de los cantores Roberto Chanel y Raúl Lavalle, Galé fue requerido como único cantor de esa formación en 1951.
El 30 de mayo de 1951 grabó con la orquesta de Sassone su primer disco en el sello RCA Víctor: el tango Testamento de arrabal, con música de Oscar Castagniaro y letra de Raúl Hormaza. A lo largo de ese año registró otros temas destacados como Íntimas y Trago amargo. En total, junto al cantante Jorge Casal, fue uno de los intérpretes más prolíficos de la orquesta de Sassone, con dieciséis grabaciones para la empresa Víctor.
En 1953 se incorporó a la orquesta de José Basso, en reemplazo de Jorge Durán, por sugerencia del cantor Oscar Ferrari. Con Basso grabó varios temas para el sello Odeon, entre ellos el famoso tango Cuesta abajo. En los años siguientes registró también obras como Patoteros, Doblando el codo y el vals Eras como la flor, consolidando su carrera como cantante de orquesta.
En la segunda mitad de 1955 fue reclutado por Carlos Di Sarli al renovarse completamente la orquesta de este maestro. En 1956 grabó con Di Sarli dos tangos que se convirtieron en clásicos: Noche de locura (música de Manuel Sucher y Carlos Bahr) y el vals Mala yerba (música de Arturo Gallucci y Abel Aznar). Estos registros se realizaron para RCA Víctor y son parte representativa de su repertorio.
En 1957 Galé pasó a la orquesta de Roberto Caló, junto al cantor Héctor de Rosas. Durante 1957 y 1958 registró con Caló numerosos temas, destacándose el dúo Limosna de amor (con Héctor de Rosas) y los valses Mi colegiala y Si vos no me querés. También grabó en esa época la zamba Luna tucumana (de Atahualpa Yupanqui), así como temas en los que cantó solo, como Y con eso ¿dónde voy? y Mañana seré feliz.
En 1959 fue convocado por Francisco Canaro para presentarse en teatros, bailes y radio con su orquesta. Sin embargo, ese año Galé sufrió fuertes dolores en el pecho y fue aconsejado por un médico cardiólogo a alejarse temporalmente del canto. Dadas sus necesidades económicas, no pudo retirarse por completo y continuó realizando giras por el interior del país.

## Repertorio
Rodolfo Galé grabó numerosas piezas que hoy se consideran clásicos del tango y del vals. Entre sus interpretaciones más conocidas destacan los tangos Testamento de arrabal y Trago amargo (con Florindo Sassone), Cuesta abajo y Doblando el codo (con José Basso), y Noche de locura y Mala yerba (con Carlos Di Sarli). También quedaron en su discografía valses populares como Mi colegiala y Si vos no me querés (grabados con Roberto Caló). Muchas de estas grabaciones integran compilaciones posteriores dedicadas a la Época de Oro del tango.

## Fallecimiento
Rodolfo Galé falleció repentinamente el 25 de octubre de 1972 a causa de un paro cardíaco, poco antes de cumplir 44 años.
Su muerte fue lamentada en el ámbito del tango. El cantor Oscar Ferrari, compañero de orquesta de Galé, lo describió como “el hermano que nunca tuve”, resaltando su calidad humana y su amistad leal.